# Liste des députés de la préfecture de Fukuoka
Cette page liste les membres de la Chambre des représentants du Japon élus dans les circonscriptions de la préfecture de Fukuoka.

## 41elégislature(1996-2000)
Au cours de la 41e législature, les députés de la préfecture de Fukuoka furent les suivants :
| Circonscription | Député | Député                  | Parti politique |
| --------------- | ------ | ----------------------- | --------------- |
| 1re             |        | Ryū Matsumoto           | PDJ             |
| 2e              |        | Taku Yamasaki (ja)      | PLD             |
| 3e              |        | Seiichi Ōta (ja)        | PLD             |
| 4e              |        | Tomoyoshi Watanabe (ja) | PLD             |
| 5e              |        | Yoshiaki Harada         | PLD             |
| 6e              |        | Masahiro Koga (ja)      | Shinshintō      |
| 7e              |        | Makoto Koga (ja)        | PLD             |
| 8e              |        | Tarō Asō                | PLD             |
| 9e              |        | Kenji Kitahashi (ja)    | Shinshintō      |
| 10e             |        | Shōzaburō Jimi (ja)     | PLD             |
| 11e             |        | Kōzō Yamamoto (ja)      | Shinshintō      |

## 42elégislature(2000-2003)
Au cours de la 42e législature, les députés de la préfecture de Fukuoka furent les suivants :
| Circonscription | Député | Député                  | Parti politique | Mandat    |
| --------------- | ------ | ----------------------- | --------------- | --------- |
| 1re             |        | Ryū Matsumoto           | PDJ             |           |
| 2e              |        | Taku Yamasaki (ja)      | PLD             |           |
| 3e              |        | Seiichi Ōta (ja)        | PLD             |           |
| 4e              |        | Tomoyoshi Watanabe (ja) | PLD             |           |
| 5e              |        | Yoshiaki Harada         | PLD             |           |
| 6e              |        | Masahiro Koga (ja)      | PLD             | 2000-2002 |
| 6e              |        | Ryūzō Aramaki (ja)      | PLD             | 2002-2003 |
| 7e              |        | Makoto Koga (ja)        | PLD             |           |
| 8e              |        | Tarō Asō                | PLD             |           |
| 9e              |        | Kenji Kitahashi (ja)    | PDJ             |           |
| 10e             |        | Shōzaburō Jimi (ja)     | PLD             |           |
| 11e             |        | Kōzō Yamamoto (ja)      | SE              |           |

## 43elégislature(2003-2005)
Au cours de la 43e législature, les députés de la préfecture de Fukuoka furent les suivants :
| Circonscription | Député | Député                  | Parti politique | Mandat    |
| --------------- | ------ | ----------------------- | --------------- | --------- |
| 1re             |        | Ryū Matsumoto           | PDJ             |           |
| 2e              |        | Jun'ichirō Koga (ja)    | PDJ             | 2003-2005 |
| 2e              |        | Taku Yamasaki (ja)      | PLD             | 2005-2005 |
| 3e              |        | Kazue Fujita            | PDJ             |           |
| 4e              |        | Tomoyoshi Watanabe (ja) | PLD             |           |
| 5e              |        | Yoshiaki Harada         | PLD             |           |
| 6e              |        | Issei Koga (ja)         | PDJ             |           |
| 9e              |        | Kenji Kitahashi (ja)    | PDJ             |           |
| 8e              |        | Tarō Asō                | PLD             |           |
| 9e              |        | Yasutoshi Nishimura     | SE              |           |
| 10e             |        | Shōzaburō Jimi (ja)     | PLD             |           |
| 11e             |        | Ryōta Takeda            | SE              |           |

## 44elégislature(2005-2009)
Au cours de la 44e législature, les députés de la préfecture de Fukuoka furent les suivants :
| Circonscription | Député | Député                  | Parti politique |
| --------------- | ------ | ----------------------- | --------------- |
| 1re             |        | Ryū Matsumoto           | PDJ             |
| 2e              |        | Taku Yamasaki (ja)      | PLD             |
| 3e              |        | Seiichi Ōta (ja)        | PLD             |
| 4e              |        | Tomoyoshi Watanabe (ja) | PLD             |
| 5e              |        | Yoshiaki Harada         | PLD             |
| 6e              |        | Kunio Hatoyama          | PLD             |
| 7e              |        | Makoto Koga (ja)        | PLD             |
| 8e              |        | Tarō Asō                | PLD             |
| 9e              |        | Asahiko Mihara (ja)     | PLD             |
| 10e             |        | Kyōko Nishikawa         | PLD             |
| 11e             |        | Ryōta Takeda            | SE              |

## 45elégislature(2009-2012)
Au cours de la 45e législature, les députés de la préfecture de Fukuoka furent les suivants :
| Circonscription | Député | Député             | Parti politique |
| --------------- | ------ | ------------------ | --------------- |
| 1re             |        | Ryū Matsumoto      | PDJ             |
| 2e              |        | Shūji Inatomi (ja) | PDJ             |
| 3e              |        | Kazue Fujita       | PDJ             |
| 4e              |        | Takaaki Koga (ja)  | PDJ             |
| 5e              |        | Daizō Kusuda (ja)  | PDJ             |
| 6e              |        | Kunio Hatoyama     | PLD             |
| 7e              |        | Makoto Koga (ja)   | PLD             |
| 8e              |        | Tarō Asō           | PLD             |
| 9e              |        | Rintarō Ogata (ja) | PDJ             |
| 10e             |        | Takashi Kii (ja)   | PDJ             |
| 11e             |        | Ryōta Takeda       | PLD             |

## 46elégislature(2012-2014)
Au cours de la 46e législature, les députés de la préfecture de Fukuoka furent les suivants :
| Circonscription | Député | Député                | Parti politique |
| --------------- | ------ | --------------------- | --------------- |
| 1re             |        | Takahiro Inoue (ja)   | PLD             |
| 2e              |        | Makoto Oniki (ja)     | PLD             |
| 3e              |        | Atsushi Koga (ja)     | PLD             |
| 4e              |        | Hideki Miyauchi (ja)  | PLD             |
| 5e              |        | Yoshiaki Harada       | PLD             |
| 6e              |        | Kunio Hatoyama        | SE              |
| 7e              |        | Satoshi Fujimaru (ja) | PLD             |
| 8e              |        | Tarō Asō              | PLD             |
| 9e              |        | Asahiko Mihara (ja)   | PLD             |
| 10e             |        | Kōzō Yamamoto (ja)    | PLD             |
| 11e             |        | Ryōta Takeda          | PLD             |

## 47elégislature(2014-2017)
Au cours de la 47e législature, les députés de la préfecture de Fukuoka furent les suivants :
| Circonscription | Député | Député                | Parti politique | Mandat    |
| --------------- | ------ | --------------------- | --------------- | --------- |
| 1re             |        | Takahiro Inoue (ja)   | SE              |           |
| 2e              |        | Makoto Oniki (ja)     | PLD             |           |
| 3e              |        | Atsushi Koga (ja)     | PLD             |           |
| 4e              |        | Hideki Miyauchi (ja)  | PLD             |           |
| 5e              |        | Yoshiaki Harada       | PLD             |           |
| 6e              |        | Kunio Hatoyama        | PLD             | 2014-2016 |
| 6e              |        | Jirō Hatoyama (ja)    | SE              | 2016-2017 |
| 7e              |        | Satoshi Fujimaru (ja) | PLD             |           |
| 8e              |        | Tarō Asō              | PLD             |           |
| 9e              |        | Asahiko Mihara (ja)   | PLD             |           |
| 10e             |        | Kōzō Yamamoto (ja)    | PLD             |           |
| 11e             |        | Ryōta Takeda          | PLD             |           |

## 48elégislature(2017-2021)
Au cours de la 48e législature, les députés de la préfecture de Fukuoka furent les suivants :
| Circonscription | Député | Député                | Parti politique |
| --------------- | ------ | --------------------- | --------------- |
| 1re             |        | Takahiro Inoue (ja)   | PLD             |
| 2e              |        | Makoto Oniki (ja)     | PLD             |
| 3e              |        | Atsushi Koga (ja)     | PLD             |
| 4e              |        | Hideki Miyauchi (ja)  | PLD             |
| 5e              |        | Yoshiaki Harada       | PLD             |
| 6e              |        | Jirō Hatoyama (ja)    | PLD             |
| 7e              |        | Satoshi Fujimaru (ja) | PLD             |
| 8e              |        | Tarō Asō              | PLD             |
| 9e              |        | Asahiko Mihara (ja)   | PLD             |
| 10e             |        | Kōzō Yamamoto (ja)    | PLD             |
| 11e             |        | Ryōta Takeda          | PLD             |

## 49elégislature(2021-2024)
Au cours de la 49e législature, les députés de la préfecture de Fukuoka furent les suivants :
| Circonscription | Député | Député                | Parti politique |
| --------------- | ------ | --------------------- | --------------- |
| 1re             |        | Takahiro Inoue (ja)   | PLD             |
| 2e              |        | Makoto Oniki (ja)     | PLD             |
| 3e              |        | Atsushi Koga (ja)     | PLD             |
| 4e              |        | Hideki Miyauchi (ja)  | PLD             |
| 5e              |        | Kaname Tsutsumi (ja)  | PDC             |
| 6e              |        | Jirō Hatoyama (ja)    | PLD             |
| 7e              |        | Satoshi Fujimaru (ja) | PLD             |
| 8e              |        | Tarō Asō              | PLD             |
| 9e              |        | Rintarō Ogata (ja)    | SE              |
| 10e             |        | Takashi Kii (ja)      | PDC             |
| 11e             |        | Ryōta Takeda          | PLD             |

## 50elégislature(depuis 2024)
Au cours de la 50e législature, les députés de la préfecture de Fukuoka sont les suivants :
| Circonscription | Député | Député                 | Parti politique |
| --------------- | ------ | ---------------------- | --------------- |
| 1re             |        | Takahiro Inoue (ja)    | PLD             |
| 2e              |        | Shūji Inatomi (ja)     | PDC             |
| 3e              |        | Atsushi Koga (ja)      | PLD             |
| 4e              |        | Hideki Miyauchi (ja)   | PLD             |
| 5e              |        | Wataru Kurihara (ja)   | PLD             |
| 6e              |        | Jirō Hatoyama (ja)     | PLD             |
| 7e              |        | Satoshi Fujimaru (ja)  | PLD             |
| 8e              |        | Tarō Asō               | PLD             |
| 9e              |        | Rintarō Ogata (ja)     | SE              |
| 10e             |        | Takashi Kii (ja)       | PDC             |
| 11e             |        | Tomonobu Murakami (ja) | Ishin           |